# 江世俊
江世俊（1895年8月—1973年1月），号冠千，江蘇揚州人，祖籍安徽省宁国府旌德县白地镇江村。江世俊祖上为安徽旌德人，后寄籍安徽婺源（今属江西）一段时间，后又返回安徽旌德。江泽民的生父:1010。

## 生平
江世俊出生在江家村，幼年时期随父亲江石溪一起来到扬州，现在已经无法考证他启蒙的私塾。中学就读于由实业家张謇创立的两淮中学堂，这是扬州第一所公立的西式正規中学，之后曾改名为淮扬合一中学和江苏省立第八中学，1927年又与江苏省立第五师范学校合并成立江苏省立扬州中学。与朱自清是同学:1010。
1918年，江世俊高中毕业后随江石溪到南通通明电气公司工作多年:1010，任电机工程师与会计师:39-41。1928年，江石溪退休返回扬州，1933年江石溪去世后:1002，江世俊以继承人身份转入大达内河轮船公司，处理公司事务:1010。同时，江世俊负责照顾弟妹及子女读书，常为六弟江上青代课，支持其参加革命活动。
抗日战争中扬州沦陷，江世俊变卖家产度日，未到日伪政权中任职:1010。江世俊还支持自己的弟弟及子侄们抗日：1937年11月，送江上青和七弟江树峰奔赴抗日战场；1939年春，又应江上青要求，送五弟江世雄和长子江蛰君（江泽君）前往皖东北抗日战场。1939年江上青牺牲，江世俊按江淮习俗，举行家祭，并征得其妻吴月清赞同，将次子江泽民过继给江上青:1010。1940年春夏之交，江上青在盱眙县管镇结识的镇邮政所邮差欧嘉琨曾经到扬州市东圈门的江家，见到了江世俊。
1949年后，江世俊在苏北酒类专卖公司（扬州市酒业专卖公司）任会计:1010。

## “汉奸”争议
2003年，二战史研究会会员呂加平称其通过杨中美的《江泽民传》得知，江世俊“在日本占领江苏期间是侵华日军反华宣传机构的高官，是一个真正的汉奸”。2011年5月13日，吕加平在北京被法院以煽动颠覆国家政权罪判刑10年。

### 支持意见
2005年，大纪元在《江泽民其人》一文中称，“1940年11月汉奸汪精卫的日伪政府成立后，江世俊投奔南京，改名江冠千，担任南京汪伪政府宣传部副部长兼社论委员会主任委员，为《中华日报》主笔胡兰成手下一员大将”，“胡兰成离开中国后在日本出了本《历史的漩涡》，书中特意提及江世俊（江冠千）和他共事的历史”。
2006年，作家孔捷生在《苹果日报》发表文章称江世俊“成了汪偽南京政府宣傳部副部長”，并在抗战胜利后“遁入山中避禍半年。孰料戴笠飛機失事罹難，致令整肅漢奸的行動未能進行到底”。
2007年，作家胡志伟在香港《前哨》杂志发表文章称其通过《历史的漩涡》得知江世俊“是胡兰成在汪伪中宣部的心腹干将兼社论委员会主任委员”。
2015年，英国广播公司中文网依照吕加平等人的说法，称“江世俊则曾在日本支持的汪精卫政府内担任宣传部副部长兼社论委员会主任委员”。

### 反对意见
日本《写真周报》列出的汪精卫政权要人，以及金雄白的《汪政权的开场与收场》中的汪政权重大人事表
，均未收录江世俊（江冠千）。台湾远流出版公司于1991年出版的“胡兰成作品”丛书归纳的“胡兰成著作出版年表”，未包含《历史的漩涡》。

2004年，杨中美在《日本新华侨报》撰文说自己不知道吕加平所说的江世俊有汉奸之嫌的资料。

## 家庭
- 妻子：吴月清（1897年12月－1977年10月)。
  - 三子：江泽君、江泽民、江泽宽
  - 孙辈：吴志明, 前上海市政法委书记、公安局局长。
  - 孙辈：江绵恒。

### 引用
1. 1 2 3 4 5 6 7 8 9  江都市地方志编纂委员会 (编). . 南京: 江苏人民出版社. 1996年9月. ISBN 9787214017444.
2. ↑  杨中美. . 歷史與現場. 台北: 時報文化. 1996年1月15日. ISBN 9789571319223. 江石溪娶妻范氏，共生有子女七人。長子江世俊，號冠千，即江澤民的生父。
關於江澤民生父江世俊資料，現所知不多，只知其與近代著名文學家朱自清有同窗之誼，雅好文史詩詞。也許因生父與朱自清有同窗之誼的交往之故，一九九二年十月，身爲中共中央總書記的江澤民還特爲朱自清在揚州的舊居題了「朱自清故居」之宇。其妻吳月卿，即江澤民生母，乃是江都縣張綱鎭長墟[圩]村人氏。
江世俊與兄弟之間感情甚篤，因見六弟江上青無子嗣，這在中國傳統禮俗之家，是「不孝有三，無後爲大」之事。江世俊遂按「兄有子，弟不孤」之故訓，把江澤民在十三歲時過繼給弟弟江上青爲子。這一歷史性的過繼遂使江澤民具備了「革命歷史家庭」與「革命烈士子弟」的政治履歷。
一九三九年七月二十九日，江澤民的六叔江上青因革命犧牲後，江世俊念兄弟手足之情與傳統的香火承繼觀念，加之江上青生前對江澤民十分喜愛，便決定把當時年方十三歲的江澤民過繼給江上青遺孀王者蘭爲子。
江世俊爲公司一普通職員，其子女頗多，江澤民是其次子，現僅知江澤民親姐江澤芬、五弟江澤寬尚存。
3. 1 2  吴道元. . 源流. 2003, (7).
4. 1 2 3 4  王德蓉、曹阳. . 党的文献. 2013, (1). （原始内容存档于2017年4月26日）.
5. 1 2  曹阳、王德蓉. . 党史文汇. 2014, (9)  [2017-04-25]. （原始内容存档于2017-04-25）.
6. 1 2 3  郑怀盛. . 中国老区建设. 2002, (5).
7. ↑  郑建文、刘璐. . 南通日报 (中国江苏网). 2011-11-21: 第A01版  [2017-04-25]. （原始内容存档于2017-04-25）.
8. ↑  中共南通市委员会、南通市人民政府. . 南通日报 (南通网). 2011-04-10: 第A01版  [2017-04-25]. （原始内容存档于2017-04-25）.
9. ↑  江泽民. . 新华社. 2011-11-08  [2023-04-28]. （原始内容存档于2023-04-28）.
10. ↑  张自强; 杨问春. . 北京: 大众文艺出版社. 2000年11月. ISBN 9787800949500.
11. ↑  朱锡通. . 江苏地方志. 1997, (1): 14–17  [2023-04-27].[]
12. 1 2  中共扬州市委 (编). . 北京: 中央文献出版社. 2013年8月1日. ISBN 9787507338805.
13. ↑  . 凤凰周刊. 2013-08-25  [2017-04-25]. （原始内容存档于2019-06-02）.
14. ↑  郑怀盛. . 紫荆. 2002.
15. ↑  欧嘉琨、欧元斌. . 江淮文史. 1995, (6): 19–21.
16. ↑  . 美国之音中文网. 2008-10-01  [2021-07-22]. （原始内容存档于2021-07-23）. 日本横滨私立大学中韩问题专家杨中美教授
17. ↑  呂加平. . 2003.
18. ↑  吕加平. . 中国观察 旧金山湾区之声. 2015-02-20. （原始内容存档于2015-07-09）.
19. ↑  . 美国之音中文网. 2012-02-08. （原始内容存档于2016-03-13）.
20. ↑  自由作家吕加平秘密获判 （页面存档备份，存于），VOA
21. ↑  秦贤次. . 新文学史料. 2011, (1): 28–41.
22. ↑  周同. . 中華雜誌. 1975, (9): 40–42.
23. ↑  . 大學雜誌. 1976, (98): 5–9.
24. ↑  秋石. . 粤海风. 2015, (4): 26–28  [2023-04-24]. （原始内容存档于2023-04-24）.
25. ↑  大纪元编辑部.  (PDF). 2005-05-28  [2021-07-22]. （原始内容存档 (PDF)于2021-07-22）.
26. ↑  . 苹果日报. 2006年7月12日. （原始内容存档于2013年12月30日）.
27. ↑  郑义. . 前哨. 2007, (2)  [2023-04-23]. （原始内容存档于2021-06-28）.
28. ↑  . BBC News 中文. 2015-02-18  [2023-04-15]. （原始内容存档于2023-05-14） （中文（简体））.
29. ↑  . 写真週報. 1940年4月10日, 111  [2019-01-03]. （原始内容存档于2019-06-09）.
30. ↑  朱子家（金雄白）. . 香港: 春秋杂志社. 1965: 144-152.
31. ↑  胡蘭成. . 胡蘭成作品. 台北: 远流出版公司. 1991年3月1日. ISBN 9789573210986.
32. ↑  杨中美. . 日本新华侨报. 2004-12-30  [2023-04-24]. （原始内容存档于2023-04-24）.

### 书籍
- 《名人的污點》，子平 主編，環球實業(香港)公司，2004年3月，ISBN 988-97634-1-9